# Vertrag von Tlatelolco
Der Vertrag von Tlatelolco ist ein internationaler Vertrag, der das Testen, das Stationieren, den Besitz sowie die Herstellung von Kernwaffen in der Karibik und Lateinamerika verbietet. Er wurde am 14. Februar 1967 in Tlatelolco, einem Stadtteil von Mexiko-Stadt, unterzeichnet und trat am 22. April 1968 zunächst zwischen El Salvador und Mexiko in Kraft. Er war der erste Vertrag, der einen bewohnten Landstrich zur kernwaffenfreien Zone erklärt, nachdem bereits 1961 im Antarktisvertrag festgehalten wurde, dass die Antarktis kernwaffenfrei bleibt.
Der Vertrag wurde inzwischen von allen 33 Staaten Lateinamerikas und der Karibik ratifiziert. Der letzte Staat war Kuba am 22. Oktober 2002. Zu dem Vertrag gibt es zwei Zusatzprotokolle. Das erste Zusatzprotokoll betrifft Staaten, die Überseeterritorien im geographischen Gebiet besitzen, in dem der Vertrag anwendbar ist. Es verpflichtet diese Staaten, in den betreffenden Gebieten die Bestimmungen des Vertrags ebenfalls einzuhalten. Das Protokoll wurde durch die USA, Großbritannien, die Niederlande und Frankreich ratifiziert und ist damit für diese verbindlich. Das zweite Zusatzprotokoll gebietet es den Nuklearwaffenstaaten, den nuklearwaffenfreien Status des Vertragsgebiets zu respektieren. Alle fünf offiziellen Nuklearwaffenstaaten, also die USA, Großbritannien, Frankreich, die Volksrepublik China und Russland, haben das zweite Zusatzprotokoll ratifiziert.
Für ihren Einsatz für diesen Vertrag erhielten Alfonso García Robles und Alva Myrdal 1982 den Friedensnobelpreis.
| Vertrag (von)                                                                         | Region                | Unterzeichner/ Ratifikation | Jahr Unterzeichnung/ in Kraft |
| ------------------------------------------------------------------------------------- | --------------------- | --------------------------- | ----------------------------- |
| Antarktisvertrag                                                                      | Antarktis             | 45/45                       | 1959/1961                     |
| Tlatelolco                                                                            | Lateinamerika/Karibik | 33/33                       | 1967/1968                     |
| Rarotonga                                                                             | Südpazifik            | 13/13                       | 1985/1986                     |
| Zwei-plus-Vier-Vertrag                                                                | ehem. DDR und Berlin  | 6/5*                        | 1990/1991                     |
| Atomwaffenfreie Zone Mongolei                                                         | Mongolei              | 1/1                         | 1992/2000                     |
| Bangkok                                                                               | Südostasien           | 10/10                       | 1995/1997                     |
| Pelindaba                                                                             | Afrika                | 53(54)/40                   | 1996/2009                     |
| Semei                                                                                 | Zentralasien          | 5/5                         | 2006/2009                     |
| * von allen noch existenten Vertragsparteien ratifiziert (die DDR bestand nicht mehr) |                       |                             |                               |